# Pedro Reyes Vallejos
Pedro Reyes Vallejos es un político nicaragüense.
Actualmente es candidato a la presidencia de la República del Nicaragua, junto a la aspirante a la vicepresidencia, la abogada Yadira Ríos Roque, en las elecciones generales de 2016 por el partido Partido Liberal Independiente.
Es el representante legal del Partido Liberal Independiente, luego que la Corte Suprema de Justicia retirada a Eduardo Montealegre de ese cargo.